# (3055) Annapavlova
(3055) Annapavlova es un asteroide perteneciente al cinturón de asteroides, descubierto el 4 de octubre de 1978 por Tamara Mijáilovna Smirnova desde el Observatorio Astrofísico de Crimea (República de Crimea).

## Designación y nombre
Designado provisionalmente como 1978 TR3. Fue nombrado Annapavlova en honor a la bailarina rusa de ballet Anna Pávlova.